# Battaglia di Crécy
La battaglia di Crécy, uno dei fatti d’armi più importanti della guerra dei cent'anni, ebbe luogo il 26 agosto 1346 nella Francia settentrionale tra l’esercito francese comandato da Filippo VI e un esercito inglese guidato da Edoardo III. I francesi attaccarono gli inglesi mentre questi stavano attraversando la Francia settentrionale: la battaglia si risolse in una vittoria inglese con pesanti perdite di vite umane tra i francesi.
L'esercito inglese era sbarcato nella penisola del Cotentin il 12 luglio. Aveva messo a ferro e fuoco alcune delle più ricche regioni francesi arrivando fino a 3 km da Parigi, saccheggiando molte città lungo il percorso; si era poi diretto verso nord, sperando di congiungersi con l'alleato fiammingo che aveva invaso la Francia dalle Fiandre. Avendo avuto notizia che i fiamminghi si erano ritirati, e avendo con la battaglia di Blanchetaque temporaneamente distanziato i francesi che lo stavano inseguendo, Edoardo fece schierare l’esercito in posizione difensiva su una collina vicino a Crécy-en-Ponthieu. Nel pomeriggio del 26 agosto l'esercito francese, che superava di gran lunga quello inglese, attaccò.
Durante un breve scambio di scariche di frecce una grande forza di balestrieri mercenari genovesi fu impegnata dagli arcieri inglesi e gallesi. I francesi attaccarono allora con una serie di cariche di cavalleria, che risultarono disordinate perché vennero lanciate in modo improvvisato, dovettero aprirsi la strada attraverso i balestrieri in ritirata, furono costrette ad affrontare un terreno fangoso e in salita, e infine si imbatterono in una serie di fosse scavate dagli inglesi.
Questi attacchi vennero spezzati anche dall'efficace tiro degli arcieri inglesi, che causò pesanti perdite. Quando le cariche francesi raggiungevano gli uomini d'arme inglesi, che avevano smontato dai loro cavalli per la battaglia, avevano perso molto del loro impeto. Il combattimento corpo a corpo che ne seguì fu descritto come «feroce, senza pietà, crudele e molto orribile». Le cariche francesi continuarono fino a tarda notte, tutte con lo stesso risultato: combattimenti feroci seguiti da una ritirata francese.
Gli inglesi assediarono poi il porto di Calais. Le perdite subite impedirono all’esercito francese di intervenire per togliere l'assedio; la città cadde in mano agli inglesi l'anno seguente e rimase sotto il dominio inglese per più di due secoli, fino al 1558. Crécy stabilì l'efficacia dell'arco lungo come arma dominante sui campi di battaglia dell'Europa occidentale.

## Significato
Crécy fu una battaglia in cui un numero relativamente esiguo di soldati inglesi, circa 12000 uomini (dipende dalla fonte), schiacciò una forza assai superiore di francesi, circa 50000-60000 uomini, di cui 12000 cavalieri. La netta vittoria inglese dipese dal superiore uso delle armi e dalle nuove tattiche messe in campo (fra cui l'impiego della lancia, struttura unitaria d'impiego tattico formata da una flessibile cellula mista di combattenti), e dimostrò l'importanza del moderno concetto militare di "potenza di fuoco". L'efficacia dell'arco lungo inglese (long bow), usato in massa, diede mostra di sé contro i cavalieri francesi pesantemente armati, smentendo l'idea preconcetta che degli arcieri non avrebbero potuto contrastare unità chiuse di cavalleria e pesantemente armate.
Nella battaglia, i cavalieri francesi, protetti da armature rinforzate con piastre, pressoché esausti per aver marciato attraverso un acquitrino al fine di caricare in salita le linee avversarie sotto una pioggia di frecce inglesi, furono abbattuti dagli archi lunghi. Il risultato fu che buona parte della nobiltà francese - forse più di un terzo - perse la vita (ma le stime variano a seconda delle fonti storiche e cronachistiche).
Come in successive battaglie, mentre gli arcieri non potevano facilmente penetrare le armature dei cavalieri, potevano però colpire ai fianchi i cavalli del nemico che non erano protetti e ucciderne parecchi o disarcionarne i cavalieri, costringendoli a combattere appiedati con notevoli impacci derivanti dalle armature stesse.
La battaglia è stata vista da molti storici come l'inizio della fine dell'epoca della cavalleria; nel corso della battaglia inoltre molti dei prigionieri e dei feriti furono passati per le armi. Ciò era contrario al codice di comportamento della cavalleria, e da quel momento i cavalieri non furono più considerati invincibili da parte delle fanterie.

## Le premesse
Fin dalla conquista normanna del 1066, i monarchi inglesi avevano mantenuto titoli e terre in Francia, il cui possesso però li rendeva vassalli dei re di Francia. Non riuscendosi a trovare un accordo tra Filippo VI di Francia (1328-1350) ed Edoardo III d'Inghilterra (1327-1377), il 24 maggio 1337 il Gran Consiglio di Filippo a Parigi stabilì che le terre sotto il controllo di Edoardo in Francia dovessero tornare nelle mani di Filippo, giustificando questa decisione con la tesi che Edoardo stava violando i suoi obblighi di vassallo. Questo segnò l'inizio della guerra dei cent'anni, che sarebbe durata 116 anni.
Seguirono otto anni di guerra intermittente ma costosa e inconcludente:
Edoardo condusse tre campagne nel nord della Francia senza alcun risultato; la Guascogna fu abbandonata quasi del tutto a se stessa e i francesi fecero significative incursioni cercando una guerra di attrito. All'inizio del 1345 Edoardo tentò un'altra campagna nel nord; il grosso del suo esercito salpò il 29 giugno e rimase ancorato al largo di Sluis nelle Fiandre fino al 22 luglio, mentre Edoardo si occupava di affari diplomatici. Quando salpò, probabilmente con l'intenzione di sbarcare in Normandia, la flotta fu dispersa da una tempesta. Ci furono ulteriori ritardi e si dimostrò impossibile intraprendere qualsiasi azione con questa forza prima dell'inverno. Nel frattempo, Henry, conte di Derby, condusse una campagna attraverso la Guascogna alla testa di un'armata anglo-guascona mettendo la regione a ferro e fuoco. Egli sconfisse nettamente due grandi eserciti francesi nelle battaglie di Bergerac e Auberoche, catturò più di cento città e fortificazioni francesi nel Périgord e nell'Agenais e aumentò il valore strategico dei possedimenti inglesi in Guascogna.
Nel marzo 1346 un'armata francese che contava tra i 15000 e i 20000 uomini, "enormemente superiore" a qualsiasi forza che gli anglo-guasconi potessero mettere in campo, e che comprendeva tutti gli ufficiali della casa del re, e che era comandata da Giovanni, duca di Normandia, figlio ed erede di Filippo VI, marciò sulla Guascogna.
Queste truppe assediarono la città di Aiguillon, importante sia sotto il profilo strategico sia sotto quello logistico. Il 2 aprile fu proclamato l'arrière-ban, la chiamata formale alle armi per tutti i maschi abili, per il sud della Francia. Gli sforzi finanziari, logistici e di manodopera francesi si concentrarono su questa offensiva. Derby, ora Lancaster, inviò una urgente richiesta di aiuto ad Edoardo. Edoardo non solo era moralmente obbligato a soccorrere il suo vassallo, ma era obbligato per farlo in base a un preciso accordo per il quale se Lancaster fosse stato attaccato da un numero schiacciante di uomini, allora Edoardo "lo avrebbe salvato in un modo o nell'altro".
Nel frattempo Edoardo stava raccogliendo un nuovo esercito, e aveva raccolto più di 700 navi per trasportarlo - la più grande flotta inglese mai esistita fino a quel momento. I francesi erano a conoscenza degli sforzi di Edoardo, e per difendersi dalla possibilità di uno sbarco inglese nel nord della Francia, si affidavano alla loro potente marina. Questa fiducia era però mal riposta, e i francesi non furono in grado di impedire a Edoardo di attraversare con successo la Manica.

## I prodromi della battaglia
Gli inglesi sbarcarono a Saint-Vaast-la-Hougue, in Normandia, il 12 luglio 1346, ottenendo una completa sorpresa strategica, e marciarono verso sud. I soldati di Edoardo rasero al suolo ogni città sul loro cammino e saccheggiarono tutto ciò che potevano dalla popolazione. Caen, il centro culturale, politico, religioso e finanziario della Normandia nord-occidentale, fu presa d'assalto il 26 luglio e successivamente saccheggiata per cinque giorni. Più di 5000 soldati e civili francesi furono uccisi; tra i pochi prigionieri c'era Raoul, conte di Eu, il connestabile di Francia. Il 29 luglio Edward rimandò la sua flotta in Inghilterra, carica di bottino, con una lettera che ordinava di raccogliere, imbarcare e caricare i rinforzi, i rifornimenti e il denaro, e mandarli all'appuntamento con il suo esercito a Crotoy, sulla riva nord della foce del fiume Somme. Gli inglesi marciarono verso la Senna il primo agosto.
La posizione militare francese era difficile. Il loro principale esercito, comandato da Giovanni, duca di Normandia, figlio ed erede di Filippo VI, era impegnato nel difficile assedio di Aiguillon nella Francia sudoccidentale. Dopo il suo sbarco a sorpresa in Normandia, Edoardo stava devastando alcune delle terre più ricche della Francia per dimostrare di poter marciare a proprio piacimento attraverso la Francia. Il 2 agosto una piccola forza inglese sostenuta da numerosi fiamminghi invase la Francia dalle Fiandre; le difese francesi in quella zona erano completamente inadeguate. La tesoreria regia era quasi vuota. Il 29 luglio Filippo proclamò l'arrière-ban per il nord della Francia, ordinando ad ogni maschio abile di riunirsi a Rouen, dove Filippo stesso arrivò il 31. Il 7 agosto gli inglesi raggiunsero la Senna, 12 miglia (19 km) a sud di Rouen, e puntarono verso sud-est. Il 12 agosto l'esercito di Edoardo era accampato a Poissy, a 20 miglia da Parigi, dopo aver lasciato dietro una striscia di distruzione larga 20 miglia lungo la riva sinistra della Senna, bruciando villaggi fino a 2 miglia (3 km) da Parigi. L'esercito di Filippo marciò parallelamente agli inglesi sull'altra riva, e a sua volta si accampò a nord di Parigi, dove ricevette continuamente rinforzi. Parigi era in subbuglio, piena di rifugiati, e vennero fatti i preparativi per difendere la capitale strada per strada.
Filippo inviò ordini al duca Giovanni di Normandia insistendo affinché abbandonasse l'assedio di Aiguillon e facesse marciare il suo esercito verso nord, cosa che fece dopo ritardi e tergiversazioni il 20 agosto - anche se alla fine non sarebbe arrivato in tempo per cambiare il corso degli eventi nel nord. L'esercito francese fuori Parigi consisteva in circa 8000 uomini d'arme, 6000 balestrieri e molti reparti di fanteria. Filippo inviò una sfida il 14 agosto suggerendo che i due eserciti si scontrassero in un momento e in un luogo concordato di comune accordo nella zona. Edoardo rispose che avrebbe incontrato Filippo a sud della Senna, senza impegnarsi realmente. Il 16 agosto i francesi si mossero per raggiungere il luogo concordato; Edoardo allora incendiò subito Poissy, distrusse il ponte che si trovava lì e marciò verso nord.
I francesi avevano attuato una politica di terra bruciata, portando via tutte le scorte di cibo e costringendo così gli inglesi a sparpagliarsi su una vasta area per foraggiare, il che li rallentava notevolmente. Bande di contadini francesi attaccarono alcuni dei gruppi più piccoli di soldati che andavano in cerca di foraggio. Filippo raggiunse il fiume Somme un giorno di marcia prima di Edoardo. Si stabilì ad Amiens e inviò grandi distaccamenti per tenere ogni ponte e guado attraverso la Somme tra Amiens e il mare. Gli inglesi erano ora intrappolati in una zona che era stata spogliata del cibo. I francesi uscirono da Amiens e avanzarono in direzione ovest, verso gli inglesi. Erano ora disposti a dare battaglia, sapendo che avrebbero avuto il vantaggio di poter stare sulla difensiva mentre gli inglesi erano costretti a cercare di combattere per superarli.
Edoardo era determinato a rompere il blocco francese della Somme e sondò diversi punti, attaccando vanamente Hangest e Pont-Remy prima di muoversi verso ovest lungo il fiume. I rifornimenti inglesi stavano finendo e l'esercito era a pezzi e affamato mentre il morale cominciava a scendere. La sera del 24 agosto gli inglesi erano accampati a nord di Acheux mentre i francesi erano a 6 miglia (10 km) di distanza ad Abbeville. Durante la notte gli inglesi attraversarono il fiume approfittando della bassa marea, che si faceva sentire fin lì, presso un guado chiamato Blanchetaque. La riva più lontana era difesa da una forza di 3500 francesi. Gli arcieri inglesi e gli uomini d'arme a cavallo si tuffarono nel fiume in piena e dopo una breve e dura battaglia sbaragliarono i francesi. Il grosso dell’esercito francese aveva seguito gli inglesi, e i loro esploratori catturarono alcuni sbandati e diversi carri, ma Edoardo si era liberato dall'immediato inseguimento. Tale era la fiducia francese che Edoardo non avrebbe guadato la Somme che l'area al di lì non era stata spogliata delle proprie risorse, permettendo all'esercito di Edward di saccheggiarla e rifornirsi.
Nel frattempo, i fiamminghi, dopo essere stati respinti dai francesi a Estaires, assediarono Béthune il 14 agosto. Dopo diverse battute d'arresto, caddero in disaccordo tra loro, bruciarono il loro equipaggiamento d'assedio e rinunciarono alla loro spedizione il 24 agosto. Edoardo ricevette la notizia che non avrebbe ricevuto rinforzi dai fiamminghi poco dopo aver attraversato la Somme. Le navi che ci si aspettava fossero in attesa al largo di Crotoy non si vedevano da nessuna parte.
Edoardo prese allora la decisione di impegnare l'esercito di Filippo con le forze che aveva a disposizione. Essendosi temporaneamente scrollato di dosso l'inseguimento francese usò la tregua per preparare una posizione difensiva a Crécy-en-Ponthieu. I francesi tornarono ad Abbeville, attraversarono la Somme al ponte, e si misero ostinatamente all'inseguimento degli inglesi.

## Schieramento inglese
Come nelle precedenti battaglie contro gli scozzesi, Edoardo III dispose le sue forze in un terreno agricolo pianeggiante, circondato da ostacoli naturali sui fianchi.
Il re si posizionò con il suo stato maggiore presso un mulino su una bassa collina che proteggeva le spalle del fronte, da dove poteva controllare l'andamento della battaglia.
Trovandosi in una forte posizione per la difesa, Edoardo ordinò che tutti combattessero a piedi e dispose l'esercito in tre divisioni, di cui una comandata dal figlio sedicenne, Edoardo il Principe Nero. Gli arcieri inglesi furono schierati in una formazione a V sulla cresta della collina. Nel periodo di attesa che seguì, gli inglesi costruirono un sistema di fossati e trappole per ostacolare l'avanzata della cavalleria nemica.
Tra i cavalieri inglesi, proveniente da una famiglia della piccola nobiltà, combatteva anche il soldato di ventura John Hawkwood, destinato a essere conosciuto in Italia come Giovanni Acuto.

## La battaglia

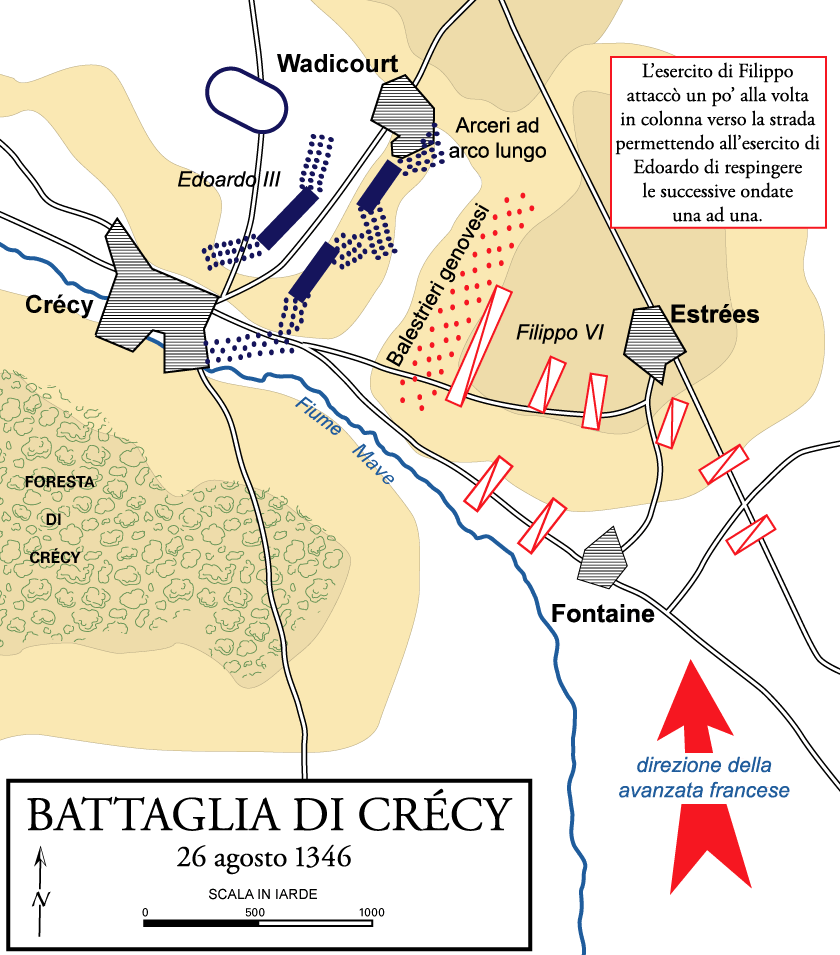
Mappa della battaglia di Crécy

L'esercito francese, comandato da Filippo VI, era molto più disorganizzato, a causa dell'eccessiva fiducia da parte dei cavalieri francesi. Filippo sistemò i suoi balestrieri genovesi sul fronte, tenendo alle loro spalle la cavalleria. Lo storico francese Jean Froissart fornisce questo resoconto dell'azione:
Il primo attacco partì dai balestrieri, che lanciarono una pioggia di dardi allo scopo di scompaginare e impaurire la fanteria inglese. Questa prima mossa fu accompagnata dal suono di strumenti musicali, portati da Filippo VI per terrorizzare il nemico. Ma i balestrieri risultarono completamente inutili: con un volume di tiro di tre-cinque dardi al minuto, non potevano competere con gli arcieri inglesi, che potevano scoccare da dieci a dodici frecce nello stesso tempo grazie all'abilità con la quale maneggiavano i loro archi lunghi. Inoltre l'intenso acquazzone che aveva preceduto la battaglia aveva bagnato le corde delle loro balestre, rendendo l'arma molto meno efficace, mentre gli arcieri inglesi avevano potuto togliere le corde ai loro archi e tenerle all'asciutto finché il tempo non era migliorato. I balestrieri non avevano i loro lunghi scudi (chiamati pavesi), rimasti con le salmerie. Spaventati e confusi, i balestrieri genovesi si ritirarono dopo avere subito pesanti perdite, in parte causate dalla cavalleria francese, convinta che essi fossero dei codardi. Secondo Jean Froissart, il re di Francia stesso ordinò la loro carneficina. Gli inglesi continuarono a tirare mentre la fanteria avanzava e molti cavalieri francesi perirono.
Visti gli scarsi risultati dei balestrieri, la cavalleria francese caricò, schierata in linea. Tuttavia, la salita e gli ostacoli artificiali ne spezzarono l'impeto. Nel contempo gli arcieri scagliarono una gragnola di frecce sui cavalieri. L'attacco francese non riuscì a spezzare lo schieramento inglese, nonostante sedici tentativi e i francesi subirono perdite terrificanti. Il figlio di Edoardo III, il Principe Nero, venne attaccato, ma il padre rifiutò di mandare soccorsi. Quest'ultimo dichiarò che voleva che il figlio «si conquistasse gli speroni». Il principe in seguito si dimostrò un soldato eccezionale.
Al calar della notte Filippo VI, ferito egli stesso, ordinò la ritirata. Fu una sconfitta disastrosa e umiliante per la Francia.
Alla battaglia avevano partecipato, nello schieramento francese, anche quaranta lancieri savoiardi al comando di Luigi II di Savoia-Vaud.

## Perdite
Le perdite furono enormi:

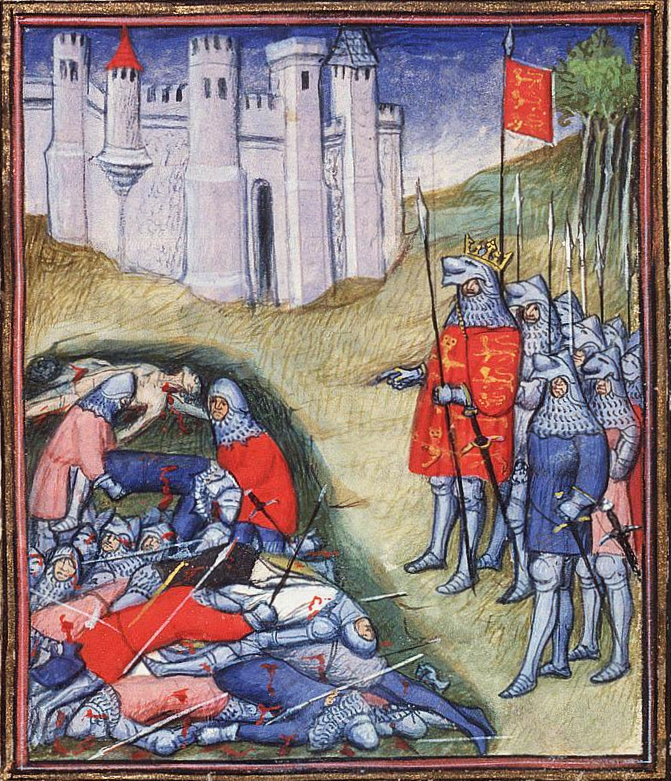
Edoardo III conta i morti dopo la battaglia

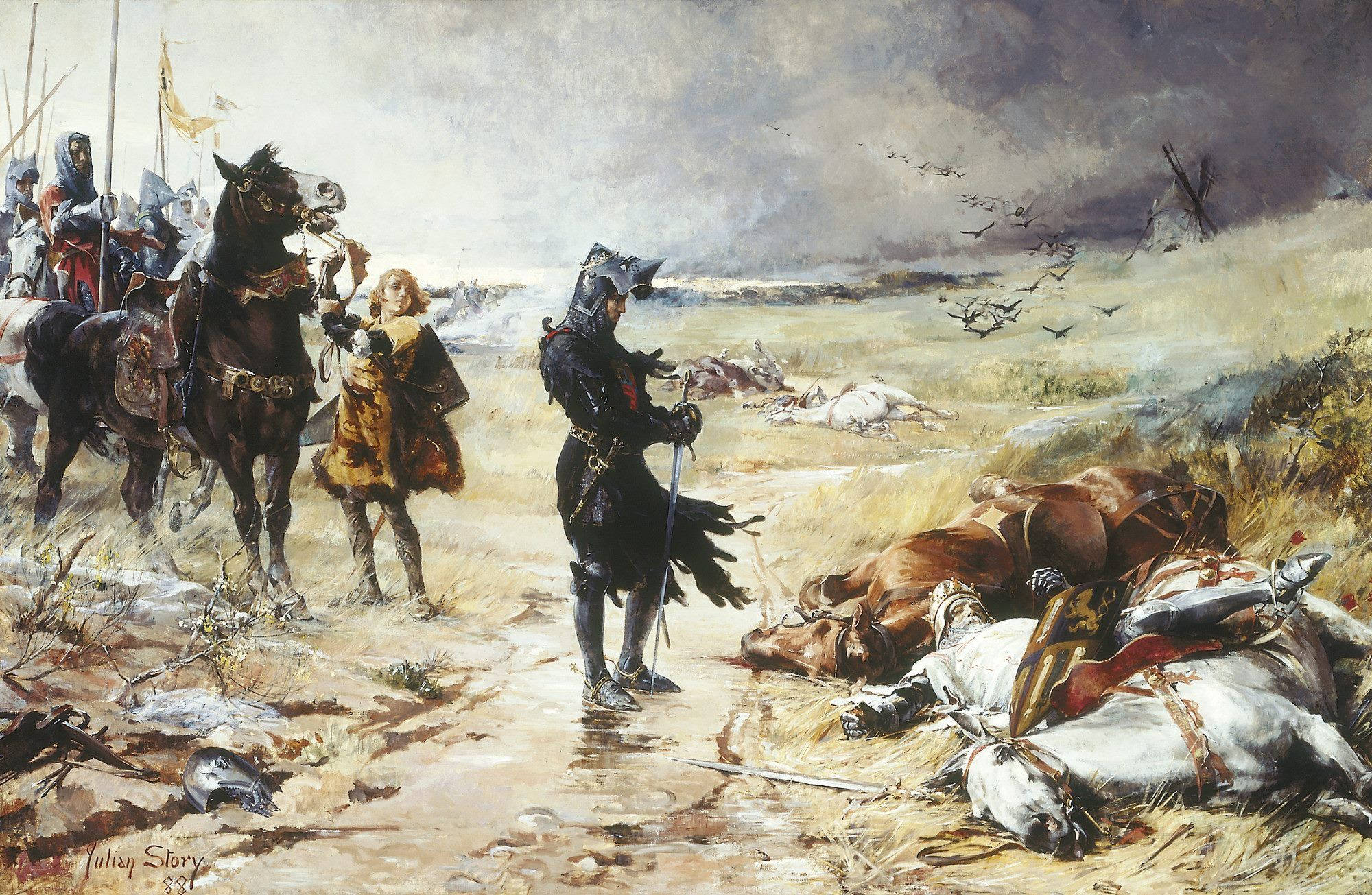
"Il Principe Nero a Crécy", di Julian Russell Story (colori non originali); in basso a destra, il corpo del Re di Boemia.

- Le perdite francesi e genovesi sono stimate fra i 10000 e i 30000 caduti. Probabilmente persero la vita 11 nobili, 1542 cavalieri, 2300 balestrieri genovesi e circa 12000 fanti (secondo stime ritenute affidabili).
- Le perdite inglesi sono stimate tra i 150 e i 1000 caduti fra i quali due cavalieri.

Tra i morti vi furono alcuni nobili di rango:
- Carlo II d'Alençon, fratello di Filippo VI
- Giovanni I di Boemia, re di Boemia e Conte del Lussemburgo, che era cieco e andò in battaglia legato ad altri due cavalieri
- Rodolfo di Lorena
- Luigi I di Fiandra
- Luigi I di Blois-Châtillon
- Henri de Vaudémont
- Louis II di Sancerre
- Jean d'Amboise
- Enguerrand VI de Coucy

## Conseguenze

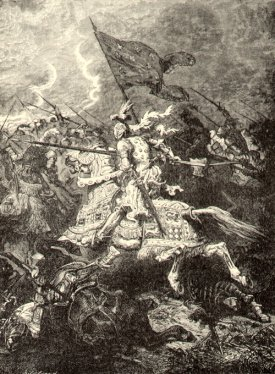
Battaglia di Crécy (incisione del XIX secolo)

Dopo che i francesi ebbero lasciato il campo di battaglia, gli inglesi controllarono i feriti, per vedere chi era degno di essere preso prigioniero per ottenere un riscatto. I cavalieri feriti troppo gravemente per essere facilmente trasportati furono finiti con le "misericordie", lunghi pugnali che venivano inseriti tra le giunture dell'armatura e conficcati nel cuore. Questo metodo era contro il codice della cavalleria, perché dava modo agli umili fantaccini di uccidere dei cavalieri; anche le frecce erano considerati un'arma volgare, eppure diversi cavalieri dovettero perirne.
La battaglia stabilì la supremazia militare dell'arco lungo inglese sulla combinazione francese di balestre e cavalieri in armatura (a causa del molto maggior volume di fuoco e della maggior gittata, nelle mani di un esperto arciere), e ciò modificò profondamente il modo con cui fu condotta la guerra per un lungo periodo successivo.
La carica del re Giovanni I di Boemia è forse il momento più celebre ed epico della cavalleria: il re, che era stato una sorta di cavaliere errante in gioventù, famosissimo trionfatore in molti tornei, era già cieco da alcuni anni; nel cuore dello scontro apprese che i francesi stavano perdendo, allora indossò la sua armatura più sfavillante, si fece legare al suo cavallo migliore, si fece posizionare dai suoi scudieri davanti alle insegne del principe del Galles, quindi partì alla carica urlando che prima di morire di spada voleva impugnare ancora una volta la sua. Le fonti sono discordi sulla sua fine esatta, ma su questa carica furono scritte canzoni, inoltre Edoardo il Principe Nero volle un'armatura identica a quella del nemico che, inutilmente e irrazionalmente, lo aveva attaccato.
Per la mentalità di tutta un'epoca l'eroe era re Giovanni, non re Edoardo, che aveva usato metodi efficienti ma "scorretti" e "briganteschi". La cavalleria di tutta Europa combatté nella maniera tradizionale, "eroica", perdendo il più delle volte, ancora per molto tempo a Mohács, Kosovo Polje, Pavia, Cerignola, Morat, Nancy, Fornovo. Certamente si sviluppò una differenza ideale tra la cavalleria dell'XI-XIII secolo, che celebrava la vita e la gioia "sportiva" del combattimento (che terminava di solito con la cattura e non l'uccisione dello sconfitto) e quella del Trecento-Cinquecento, che celebrava invece il coraggio di fronte alla morte, anche a quella certa.
Dopo la battaglia di Crécy, Edoardo III strinse d'assedio la città di Calais, che si arrese dopo undici mesi, dando agli inglesi una base nel Nord della Francia.
La successiva grande battaglia nella guerra dei cent'anni, la battaglia di Poitiers, nel 1356, avrebbe visto un'altra sconfitta francese, in condizioni molto simili.